# إدارة الموارد المائية في سوريا
إدارة الموارد المائية في سورية

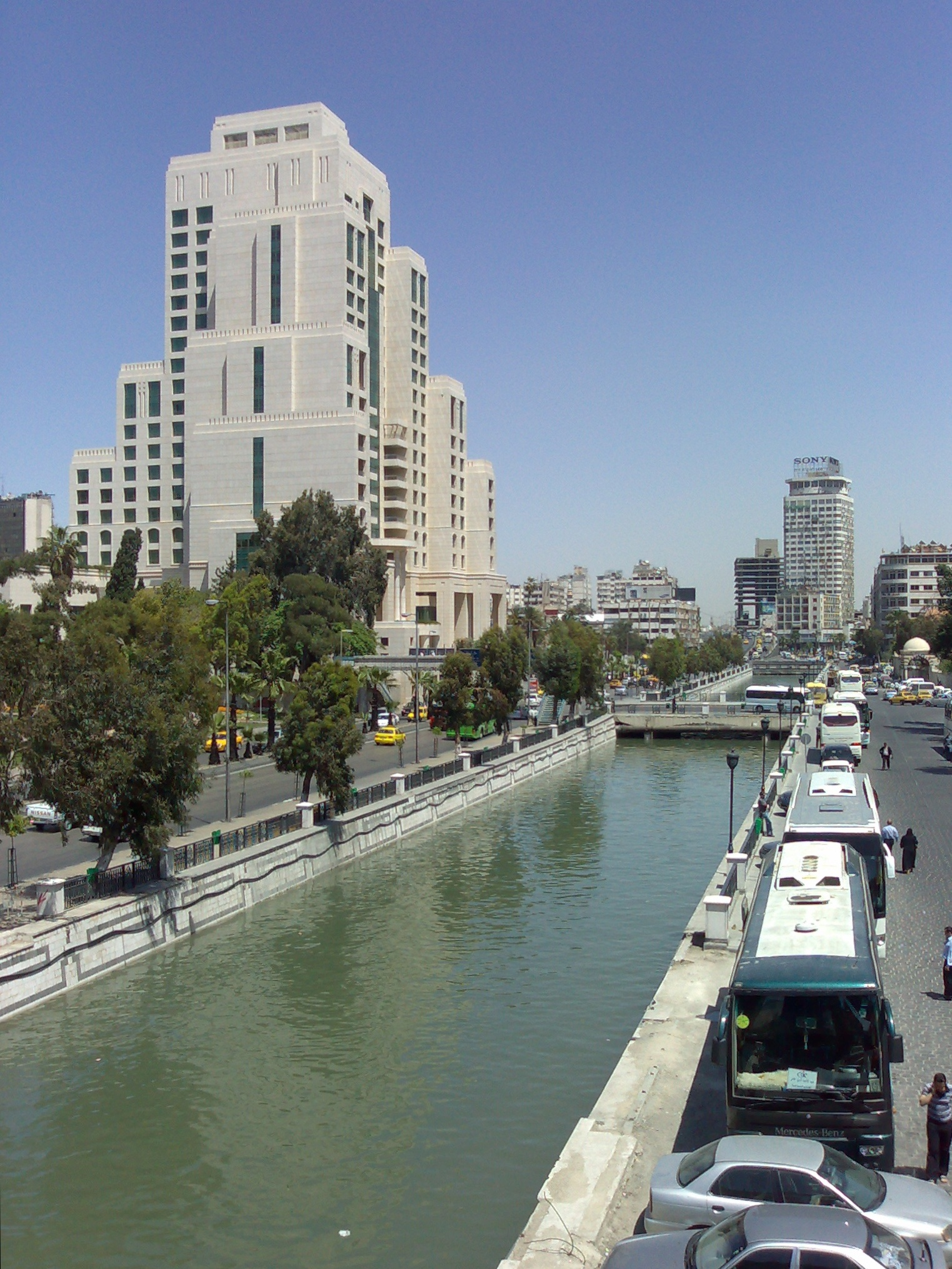
نهر بردى، كما هو موضح هنا في دمشق في عام 2009، هو النهر الوحيد الملحوظ تتدفق بالكامل داخل الأراضي السورية

الموارد المائية في سوريا تواجه العديد من التحديات. أولا، تقاسم كل من الأنهار الرئيسية في البلاد مع دول الجوار، وسوريا تعتمد إلى حد كبير على تدفق المياه من تركيا عبر نهر الفرات وروافده. ثانيا، ارتفاع معدل النمو السكاني والتحضر يزيد من الضغط على الموارد المائية، مما أدى إلى استنزاف المياه الجوفية المحلية والتلوث، على سبيل المثال في الغوطة قرب دمشق . ثالثا، لا يوجد إطار قانوني للإدارة المتكاملة للموارد المائية . وأخيرا، فإن المؤسسات المسؤولة عن إدارة الموارد المائية ضعيفة، ويجري كل مركزية للغاية ومجزأة بين القطاعات، وغالبا ما تفتقر إلى القدرة على إنفاذ اللوائح. وقد تركزت سياسات الموارد المائية على بناء السدود، وتطوير الزراعة المروية والتحويلات interbasin في بعض الأحيان، مثل خط أنابيب لتوفير المياه الصالحة للشرب ل مدينة حلب من نهر الفرات. هناك 165 سدا في سوريا بسعة تخزينية إجمالية قدرها 19.6 كيلومتر مكعب. [ 1 ] إدارة الطلب من خلال القياس ، والتعريفات الجمركية المرتفعة، وتكنولوجيات الري أكثر كفاءة والحد من المياه غير الإيرادات في الشرب تلقت إمدادات المياه تركيز أقل من إدارة الإمدادات. الحكومة تنفذ برنامج كبير لبناء محطات معالجة مياه الصرف الصحي بما في ذلك استخدام المياه المستصلحة في الري.

## المياه السطحية
أهم الأنهار في سورية هي الفرات ، و دجلة ، و نهر العاصي و نهر اليرموك . ويجري تقاسم كل هذه الأنهار بين سوريا وجيرانها. الفرات، إلى حد بعيد النهر الأكثر أهمية في سورية، ينبع من تركيا عبر سوريا إلى العراق. في سوريا، وانضم من قبل الخابور و البليخ الأنهار، وكلاهما تنشأ في المنطقة الحدودية السرياني-التركية. نهر دجلة ينشأ في شرق جبال طوروس في تركيا ويشكل الحدود بين سوريا وتركيا على امتداد جبلي صغير من النهر. في تدفق المتوسط السنوي هو 18 كيلومتر مكعب / سنة، ولكن القليل جدا يمكن استخدامها من قبل سوريا بسبب موقعها البعيد. نهر العاصي نهر الذي ينبع من لبنان عبر سوريا إلى تركيا، لديه متوسط تدفق 0.4 كيلومتر مكعب / سنة (13 متر مكعب / ثانية). الموارد المائية لـنهر اليرموك، الذي المشتركة مع الأردن و إسرائيل ويصب في نهر الأردن، متوسط بعض 0.4 كيلومتر مكعب / سنة (14 متر مكعب / ثانية).
بين الأنهار الصغيرة سوريا هو بردى نهر، الذي يتدفق عبر دمشق، وهي واحدة من عدد قليل من الأنهار التي تتدفق ملحوظة تماما داخل الأراضي السورية. و Quweiq تدفقات نهر من تركيا إلى سوريا ومدينة حلب. في مخيم نهر الكبير الشمالي (شمال النهر العظيم) يرتفع في تركيا ويتدفق عبر السهل الساحلي الشمالي و اللاذقية . على النهر الكبير الجنوبي (جنوب النهر العظيم) يتدفق عبر السهل الساحلي الجنوبي، وعلى أقل امتداد لها، يشكل الحدود بين سوريا ولبنان. فإنه لديه متوسط تدفق 0.3 كيلومتر مكعب / سنة (8 متر مكعب / ثانية). وتشكل كل من أنهار جزء من ما يسمى ب "الحوض الساحلي"، الذي هو في الواقع مجموعة من أحواض الأنهار الصغيرة في سوريا التي تستنزف إلى البحر الأبيض المتوسط.